# Neocompsa mexicana
Neocompsa mexicana är en skalbaggsart som först beskrevs av Thomson 1865.  Neocompsa mexicana ingår i släktet Neocompsa och familjen långhorningar.
Artens utbredningsområde är:
- Costa Rica.
- Guatemala.
- Honduras.

Inga underarter finns listade i Catalogue of Life.